# Iubilaeum maximum
Mit der Päpstlichen Bulle Iubilaeum Maximum vom 26. Mai 1949  proklamierte Papst Pius XII. das Heilige Jahr 1950, den Beginn legte er auf Weihnachten 1949 und das Ende auf Weihnachten 1950 fest.

## Ziel des Jubeljahres
Der Papst führte an, dass das Jubiläum  vor allem die Aufgabe habe, die Christen nicht nur zur Sühne für begangene Schuld und zur inneren Umkehr aufzufordern, sondern auch zur Tugend und zu einem heiligen Leben anzufeuern. Der Papst verkündete einen vollkommenen Ablass von Sündenstrafen (plenissimam totius poenae indulgentiam) und legte die Bedingungen zur religiös-liturgischer Art fest. Er sprach von seinem Wunsch, dass im Heiligen Jahr „eine allgemeine Rückkehr aller zu Christus heranreife“. 

## Ablassregeln
Eine der Voraussetzung für das Erlangen des vollkommenen Ablasses sei der Besuch der vier Hauptbasiliken in Rom, hierzu gehören: die San Giovanni in Laterano, der Petersdom, Sankt Paul vor den Mauern und die Santa Maria Maggiore.
Als Ablassgebete werden vom Papst das dreimalige Beten des „Vater unser“, des  „Ave Maria“ verbunden mit dem „Ehre sei dem Vater (Gloria patri)“ und der Ergänzung „Ich glaube“ angeordnet.